# 郤犨
郤犨（？—前574年），姬姓，郤氏，名犨，字家父，又称苦成叔，步扬之子，中国春秋时期晋国大夫，与其侄子郤至、族侄郤錡号称「三郤」。

## 生平
前580年，他出使鲁国时，强迫已经嫁给施孝叔的子叔声伯异父妹妹嫁给了他。他和侄子郤至、族侄郤錡号称「三郤」，贪鄙骄横，为诸侯所不喜。赵武出仕，他对赵武说：“抑年少而執官者眾，吾安容子？”（年轻人求官的很多，我怎么安排你呢？）前575年，鄢陵之战之時，他担任新军将。鲁国叔孙侨如向他行贿，让他扣留季孙行父。前574年，他与晋厉公宠臣长鱼矫争田，长鱼矫、胥童向晋厉公建议诛杀三郤。郤錡听到风声，要攻击晋厉公，被郤至劝阻。十二月壬午，长鱼矫和清沸魋诛杀三郤，长鱼矫用戈杀死郤錡、郤犨，郤至逃到车上，也被杀死。